# 굿 플레이스 시즌 3
판타지 코미디 텔레비전 시리즈 《굿 플레이스》의 세 번째 시즌은 마이클 슈어가 감독을 맡았으며, 2017년 11월 21일에 미국 NBC에서 제작이 결정되어 2018년 9월 27일부터 방영되었다. 시즌 3은 프레뮬론, 3 아츠 엔터테인먼트, 유니버설 텔레비전에서 제작했다. 총 13개의 에피소드로 구성되었으며, 2019년 1월 24일에 방영을 마쳤다.
《굿 플레이스》의 줄거리는 최근에 세상을 등지고 사후 세계에서 깨어난 젊은 여성 엘리너 셸스트롭(크리스틴 벨)이 생전 행했던 선한 행동 덕분에 마이클(테드 댄슨)이 설계한 천국을 닮은 유토피아인 굿 플레이스의 환영을 받으며 시작된다. 하지만 엘리너는 마이클의 '굿 플레이스'가 가짜이며, 사실 자신은 '배드 플레이스'에서 다른 마을 주민들에게 심리적, 감정적으로 고문받고 있다는 사실을 깨닫는다. 윌리엄 잭슨 하퍼, 자밀라 자밀, 매니 저신토 또한 세상을 떠난 후 가짜 굿 플레이스에서 살게 된 주민들로 출연하고, 이들 또한 비슷하게 고문을 받는다. 다시 카든은 이들은 돕는 프로그래밍된 존재로 함께한다. 시즌 3에서는 이미 죽었던 주인공들이 현세로 돌아와 마이클의 가이드 아래 개과천선할 수 있는 또 다른 기회를 얻게 된다. 각각의 에피소드 순서는 오프닝 타이틀 시퀀스 다음에 '챕터 (숫자)'로 표시되었다.

## 등장 인물

### 주연

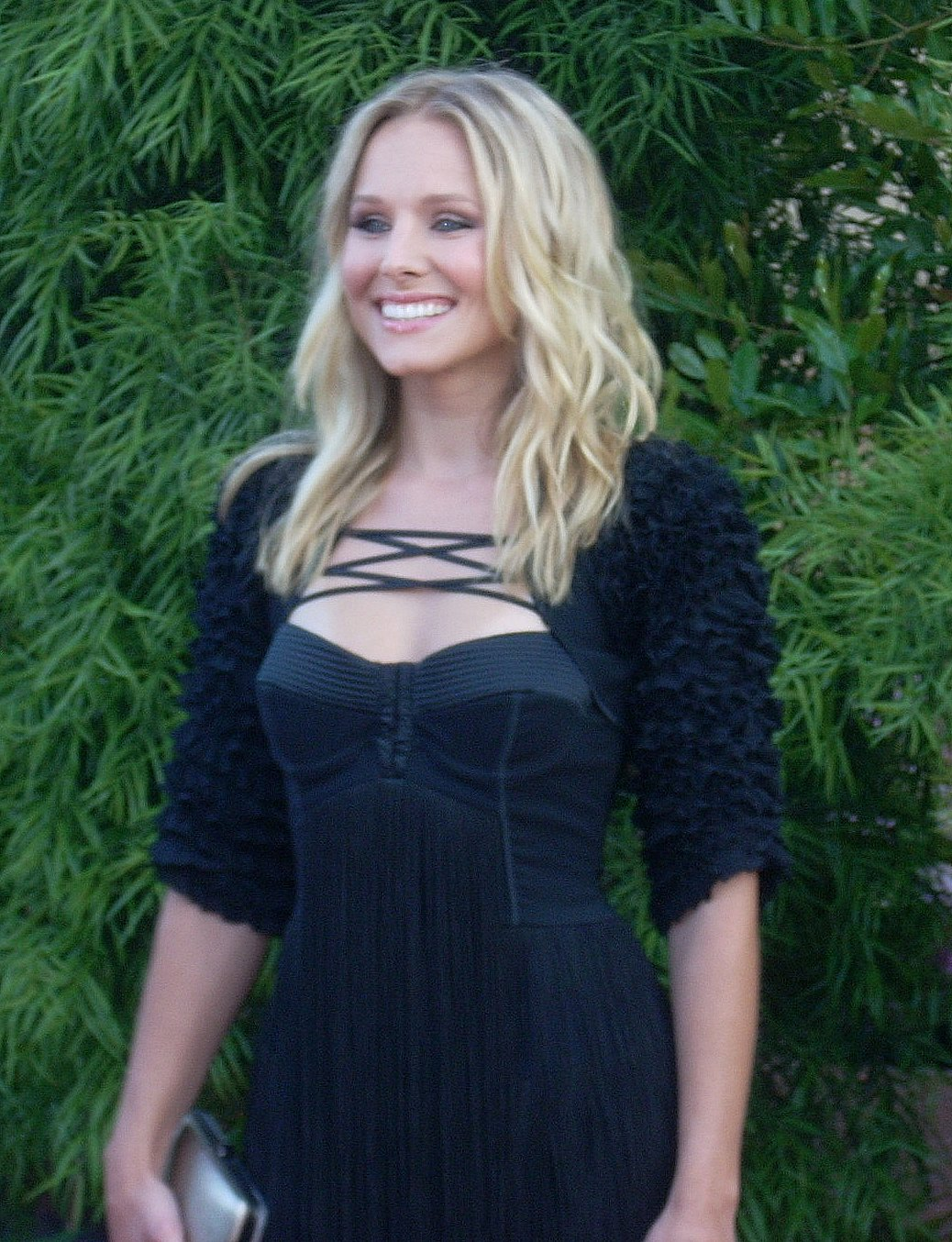
주인공 엘리너 셸스트롭 역을 맡은 크리스틴 벨

- 크리스틴 벨 - 엘리너 셸스트롭 역, 애리조나주 피닉스 출신의 이기적인 영업 사원으로 사망 후 실수로 굿 플레이스에 발을 들여 놓는다. 굿 플레이스에서 자신의 자리를 지키기 위해 치디에게 더 나은 사람이 되기 위한 기본을 가르쳐 달라고 요청한다.[3][4]
- 윌리엄 잭슨 하퍼 - 치디 아나곤예 역, 오스트레일리아의 대학교에서 윤리학 및 도덕철학을 가르쳤던 사망한 세네갈인 교수이다. 마이클의 첫 번째 굿 플레이스 실험에서 엘리너의 소울메이트로 선택되어 그녀를 더 나은 사람으로 만들기 위해 윤리 수업을 진행한다.[5]
- 자밀라 자밀 - 타하니 알자밀 역, 생전 영국의 부유한 자선가로 자신이 굿 플레이스에 속한다고 믿는다. 처음에는 그녀의 긍정적인 태도, 잘난 체하는 말투, 유명인과 친분을 언급하는 습관을 싫어하던 엘리너와 의외의 우정을 맺게 된다.[6]
- 다시 카든 - 재닛 역, 프로그래밍된 굿플레이스의 가이드이자 정보원으로 굿 플레이스의 주민들이 원하는 모든 것을 제공할 수 있는 능력을 갖고 있다. 이후 재닛은 조금 더 인간적인 성향을 갖게 되고 원래 설계된 방식과는 다르게 행동하기 시작한다.
  - 카든은 배드 재닛 역도 맡았는데, 주민들에게 제대로 응답하지 않도록 설계된 무례한 버전의 재닛이다.[7] 이외에도 회계팀에서 일하는 공평하고 로봇 같은 버전의 뉴트럴 재닛도 등장하며,[8] 한 에피소드에서는 엘리너, 치디, 타하니, 제이슨의 재닛 버전도 나온다.[9]
- 매니 저신토 - 제이슨 멘도사 역, 플로리다주 잭슨빌 출신의 아마추어 DJ이자 마약상으로 실수로 굿 플레이스에 발을 들여 놓는다. 처음에는 굿 플레이스의 주민들에게 '지안유 리'라는 이름의 침묵 서약을 지키고 있는 대만의 승려로 소개된다. 나중에 제이슨은 미숙하고 머리가 나쁘면서도 마음이 따뜻한 잭슨빌 재규어스와 블레이크 보틀스의 팬으로 밝혀진다.[10]
- 테드 댄슨 - 마이클 역, 엘리너, 치디, 타하니, 제이슨이 머물고 있는 굿 플레이스 지역을 관리하는 설계자이다. 종이 클립을 가지고 노는 것이나 누군가의 자동차 열쇠를 찾는 것과 같이 인간 생활의 평범한 면에 대한 깊은 애착을 갖고 있다. '마이클'이라는 이름은 '누가 하나님과 같은가?'라는 뜻을 가진 히브리어 이름이다.[11]

### 조연
- 마크 에번 잭슨 - 숀 역, 마이클의 악한 상사로 마이클에게 고문 실험을 실행하도록 두 번의 기회를 주지만 나중에 마이클의 배신을 알게 되자 그에게 등을 돌린다.[12]
- 마야 루돌프 - 젠 판사 역('하이드로젠'을 줄여 부름), 굿 플레이스와 배드 플레이스 사이의 차원 간 문제를 다루는 영원의 판사이다.
- 커비 하월바티스트 - 시몬 가넷 역, 오스트레일리아인 신경과학자로 잠시 동안 치디의 여자친구이기도 했다.
- 마이크 오맬리 - 제프 역, 사후 세계와 지구 사이의 출입구를 지키는 문지기로 개구리를 좋아한다.
- 애덤 스콧 - 트레버 역, 주인공 무리를 괴롭히는 배드 플레이스에서 온 잔인한 악마이다. 시즌 3에 재등장해 지구에서 치디의 연구에 참여하는 지나치게 열정적인 구성원 역할을 한다.[13]
- 벤 로슨 - 래리 헴스워스 역, 타하니의 전 남자친구이자 헴스워스 삼형제의 가상의 동생이다. 매우 매력적이고 성공한 인물임에도 불구하고 끊임없이 스스로를 비하한다.
- 유진 코데로 - 필보이 역, 제이슨의 가장 친한 친구이자 범죄 파트너이다.
- 리베카 헤이즐우드 - 카밀라 알자밀 역, 경쟁심이 많고 대단한 성공을 거둔 타하니의 여동생이다.
- 아제이 메타 - 와카스 알자밀 역, 타하니의 아버지이다.
- 안나 카자 - 마니샤 알자밀 역, 타하니의 어머니이다.
- 티야 서카 - 비키 센굽타 역, 배드 플레이스의 악마로 마이클이 처음에 고문 계획을 실행했을 당시에 주인공들에게 '진짜 엘리너 셸스트롭'으로 소개되었다.
- 메리베스 먼로 - 민디 세인트클레어 역, 기업 변호사이자 코카인 중독자로 죽기 전에 굿 플레이스 점수를 간신히 얻어 자신만의 미디엄 플레이스에서 머물게 된다.
- 제이슨 맨추커스 - 데릭 역, 재닛이 인공적으로 만들어낸 괴짜 남자친구이다.

### 단역
- 미치 나리토 - 동키 더그 역, 제이슨의 멍청한 아버지이다.
- 레슬리 그로스만 - 도나 셸스트롭 역, 엘리너의 허영심 많고 무책임한 어머니이다. 시즌 3에서는 네바다주의 한 교외 지역에서 학부모회 활동을 하며 평온을 찾게 된다.
- 앤디 데일리 - 데이브 캐터트룬 역, 도나의 남자친구이다.
- 마이클 매킨 - 더그 포세트 역, 캐나다인 남성으로 평생을 굿 플레이스에 들어가기 위해 점수를 얻는데 바친다.
- 스티븐 머천트 - 닐 역, 사후 세계의 회계팀장이다.
- 니콜 바이어 - 그웬돌린 역, 굿 플레이스의 우편 배달원이다.
- 폴 시어 - 척 역, 굿 플레이스 위원회의 구성원이다.
- 브래드 모리스 - 맷 역, 굿 플레이스와 배드 플레이스 사이의 중립 사무실에서 근무하는 회계원으로 '기괴하고 성적인 일들' 부서에 일하느라 자살 충동을 느낀다.

## 에피소드 목록
| 전체 번호 | 시즌 번호 | 제목 한국어판 제목                                        | 감독            | 작가                      | 본 방송 날짜     | 제작 번호 | 미국 시청자 수 (100만) |
| --- | --------- | --------------------------------------------------------- | --------------- | ------------------------- | ---------------- | --------- | ---------------------- |
| 27 | 1         | "Everything Is Bonzer!" (Part 1) "모두 잘 지냅니다" (1부) | 딘 홀랜드       | 젠 스태츠키 & 마이클 슈어 | 2018년 9월 27일  | 301       | 3.13                   |
| 젠 판사는 마이클이 지구로 갈 수 있게 허락한다. 지구에서 마이클은 엘리너, 치디, 제이슨, 타하니의 목숨을 살려 새로운 타임라인을 만들어내지만, 네 사람의 삶에 더 이상의 개입은 엄격히 금지된다. 마이클과 재닛은 네 사람을 계속 관찰하는데, 네 사람은 여섯 달 동안 좀 더 착하게 살려고 노력하지만 이후 다시 원래의 생활 방식으로 돌아간다. 치디는 신경과학자 시몬과 함께 자신의 뇌를 연구하지만, 동료 헨리가 살을 빼라는 자신의 조언을 따른 후 부상을 당하자 다시금 우유부단해진다. 마이클은 지구로 다시 돌아와서 네 사람 모두 한 곳에 모일 수 있게 유도한다. 먼저 엘리너로 하여금 치디를 찾아가게 하고, 치디는 엘리너와 함께 일할 수 있게 준비시킨다. 치디는 엘리너에게 도덕 철학을 가르치기로 한다. 마이클은 엘리너가 치디와 시몬이 데이트할 수 있게 응원하자 걱정하기도 하지만, 재닛은 치디와 엘리너가 연인 관계가 아닐 때도 둘 사이가 의미 있게 유지되었던 적이 있다며 마이클을 안심시킨다. 숀은 젠의 시스템을 해킹하려는 배드 플레이스 팀을 이끄는 와중에, 마이클이 지구에 재방문하면서 숀의 팀이 이용하는 백도어가 열린다. |           |                                                           |                 |                           |                  |           |                        |
| 28 | 2         | "Everything Is Bonzer!" (Part 2) "모두 잘 지냅니다" (2부) | 딘 홀랜드       | 젠 스태츠키               | 2018년 9월 27일  | 302       | 3.13                   |
| 치디와 시몬은 데이트를 하고, 엘리너가 치디에게 그의 우유부단함에 대해 지적한 후 치디는 시몬과 키스를 나눈다. 치디와 시몬은 윤리적 의사 결정에 있어 죽음의 문턱에 다다르는 경험이 뇌 기능에 미치는 영향을 조사하는 공동 연구 논문을 구상한다. 마이클은 계속해서 규정을 어기고 지구로 향한다. 타하니는 수도원에서 깨달음을 얻지만, 그 경험에 대한 베스트셀러 책을 쓴 후 다시 명성을 쫓는 생활로 돌아간다. 마이클은 타하니와 비슷해 보이는 껄렁한 사업가로 위장한 후, 그녀를 자극해 치디의 연구에 참여하도록 만든다. 제이슨은 댄스 대회에 전념하면서 같은 댄스 팀원들에게 범죄를 금지하지만, 팀이 계속해서 실패를 맛보자 범죄를 저질렀던 예전 모습으로 되돌아간다. 마이클은 제이슨을 꾀어 오스트레일리아에 가서 댄스 팀을 운영하게 만들려고 하지만, 이미 깊은 자아 성찰을 하고 있던 제이슨은 삶에서 더 깊은 의미를 찾고 싶어 치디의 연구에 참여하기로 한다. 그렇게 네 사람이 오스트레일리아에서 모이지만, 배드 플레이스에서 온 악마 트레버 또한 연구에 참여하면서 마이클은 실망을 금치 못한다. |           |                                                           |                 |                           |                  |           |                        |
| 29 | 3         | "The Brainy Bunch" "브레이니 번치"                        | 주드 웽         | 댄 스코필드               | 2018년 10월 4일  | 303       | 2.96                   |
| 트레버는 연구에 참여하고 있는 사람들을 방해하려 한다. 먼저 치디에게는 실험 참가자와의 친분이 연구 결과에 좋지 않은 영향을 끼칠 수 있다고 이야기해 치디가 다른 사람들과의 관계에서 멀어지도록 한다. 다음으로 제이슨과 타하니의 사이를 의미 없는 일회성 관계로 만들고, 그러면서도 자신은 억지스러운 애정 공세로 사람들을 괴롭힌다. 마이클과 재닛은 지구에 다시 방문하지만 트레버를 떼어놓는데 어려움을 겪고, 재닛은 자신이 물건을 소환할 수 없다는 사실에 당황한다. 제이슨은 술에 취한 타하니를 집에 안전하게 데려다 주지만, 둘의 관계는 순수한 친구 사이로 남는다. 엘리너는 치디와의 우정을 잃어버리자 슬퍼하며 다음 모임에 불참한다. 시몬의 지지 덕분에 치디는 엘리너에게 자신이 친구임을 확인시켜주고, 이에 엘리너는 계속해서 연구에 참여하기로 한다. 젠 판사는 마이클, 재닛, 트레버를 사후 세계로 소환한 뒤 트레버만 공허로 던져버린다. 젠은 마이클이 지구의 일에 과도하게 개입해 브렉시트, 위대한 쇼맨의 흥행, 잭슨빌 재규어스의 2017년 NFL 플레이오프 진출, 바이런 앨런의 웨더 채널 인수와 같은 어마어마한 파급 효과를 일으켰으며 실험은 끝났다고 선언한다. 이제 네 사람은 스스로의 능력만으로 굿 플레이스에 가야 한다. 젠은 마이클과 재닛이 배드 플레이스로 돌아오도록 명령한 뒤, 마이클을 은퇴시키고 재닛의 작동을 멈추려고 한다. 하지만 재닛의 능력이 되돌아오면서 이전에 소환하지 못했던 물체들이 동시다발로 나타나 젠을 당황시키는 사이, 재닛과 마이클은 다시 지구로 도망친다. |           |                                                           |                 |                           |                  |           |                        |
| 30 | 4         | "The Snowplow" "여기서 멈춰"                              | 베스 매카시밀러 | 조 맨디                   | 2018년 10월 11일 | 304       | 2.71                   |
| 마이클과 재닛은 1년 동안 네 사람을 몰래 관찰하면서 그들이 함께 머물며 연구에 집중하도록 유도한다. 엘리너에게는 18,000달러 당첨 복권을 주어 일자리를 찾느라 시간을 뺏기지 않게 하고, 타하니를 호주인 전 남자친구 래리(능력 있지만 자신감 없는 헴스워스 형제의 막내)와 재회시킨다. 제이슨에게는 재규어스 팬들을 만날 수 있게 하고, 치디에게는 최첨단 교육 장비를 제공한다. 타하니가 약혼자인 래리와 런던으로 이사하기로 결심하자, 치디는 새로운 참가자들을 연구하기 위해 네 사람이 모인 그룹을 해체하기로 결정한다. 그룹을 유지하자는 엘리너의 제안에 다른 사람들이 반응하지 않자 엘리너는 화를 낸다. 시몬은 엘리너에게 그녀가 인생 처음으로 소속감을 느낀 무리를 잃게 되어 아쉬워하고 있다고 알려준다. 엘리너는 화를 낸 데에 사과하고 네 사람은 매년 다시 만나기로 한다. 네 사람이 서로 멀어지는 데에 실망한 마이클은 재닛에게 젠 판사의 사무실에 몰래 들어가 시간을 초기화해야 한다고 설득하는 와중에, 네 사람은 우연히 마이클과 재닛이 포털을 여는 모습을 발견하게 된다. |           |                                                           |                 |                           |                  |           |                        |
| 31 | 5         | "Jeremy Bearimy" "제러미 베러미"                          | 트렌트 오도널   | 메건 앰램                 | 2018년 10월 18일 | 305       | 2.70                   |
| 마이클과 재닛은 자신들의 정체를 밝히며 네 사람에게 비선형적으로 지나간 300년간의 배드 플레이스에서의 세월을 이야기하고, 이러한 설명으로 인해 네 사람은 점수를 획득하지 못하고 죽으면 배드 플레이스에 가야 한다고 덧붙인다. 마이클과 재닛은 실험을 통해 사후 세계가 발전할 수 있는 방법을 적은 성명서를 젠 판사에게 전달하고자 한다. 타하니가 시드니 오페라 하우스에 익명으로 2백만 달러를 기부하자, 제이슨은 타하니를 이끌어 도움이 필요하다고 생각하는 사람들에게 돈을 나눠준다. 엘리너는 예전의 나쁜 사람으로 돌아가려고 하지만, 발견한 지갑에서 돈을 훔치지 못하고 대신 주인을 찾아 돌려준다. 마이클의 설명을 듣고 충격을 받은 치디는 880달러짜리 피프스 사탕을 사서 그걸 대학교 강의 중에 칠리에 넣어 요리하고, 학생들에게 덕 윤리학, 결과주의, 의무론, 허무주의와 같은 철학적 개념을 설명하기도 한다. 치디와 마주친 엘리너는 그를 마이클과 재닛 앞에 데리고 가고, 타하니와 제이슨도 도착한다. 이제 여섯 명 모두는 각자 선한 일을 하고 다른 사람들이 굿 플레이스에 갈 수 있도록 돕자는 엘리너의 계획에 동의한다. 타하니는 자신의 재산 절반을 제이슨에게 양도하기 위해 그와 결혼하며, 래리는 타하니와 함께 진지한 관계를 시작하려 한다. |           |                                                           |                 |                           |                  |           |                        |
| 32 | 6         | "The Ballad of Donkey Doug" "동키 더그의 노래"            | 리베카 애셔     | 맷 머리                   | 2018년 10월 25일 | 306       | 2.67                   |
| 래리와 결별한 타하니와 마이클은 제이슨과 함께 잭슨빌로 향하고, 제이슨은 그곳에서 전기기사 일을 시작하려는 아버지 동키 더그를 구하려고 한다. 동키 더그와 필보이는 훔친 재료로 만든 에너지 음료와 바디 스프레이를 결합한 제품을 팔아서 빨리 부자가 되려는 계획을 갖고 있었다. 제이슨은 동키 더그가 구제불능이라는 사실을 받아들이고 대신 필보이를 도우려 한다. 제이슨은 필보이를 대신해 강도 행각에 나서고, 동키 더그는 제이슨이 도망칠 수 있도록 경찰의 시선을 유도한다. 제이슨은 필보이에게 자신과 타하니, 마이클이 우주비행사 스파이이며, 요양원에서 유능하고 친절하며 범죄를 저지르지 않는 게 필보이의 임무라고 말한다. 한편, 시드니에서 치디는 자신이 시몬에게 우주 시스템에 대해 이야기하면 그녀를 파멸로 이끄는 일이 되기 때문에 관계를 끝내기로 결심한다. 재닛은 그런 치디에게 결별 시 맞닥뜨릴 수 있는 상황을 경험할 수 있는 가상 현실 시뮬레이션을 접하게 하지만, 여전히 이별하는 과정은 좋지 않게 흘러간다. 결국 엘리너의 설득으로 치디는 시몬에게 결별 의사를 밝히고, 둘은 아쉽지만 원만하게 헤어진다. 그리고 여섯 명은 부다페스트에 모이며, 그곳에서 타하니는 여동생과 화해하고자 한다. 재닛과 마이클은 엘리너에게 그녀의 어머니는 죽지 않고 살아있다고 알려준다. |           |                                                           |                 |                           |                  |           |                        |
| 33 | 7         | "A Fractured Inheritance" "깨져버린 유산"                 | 베스 매카시밀러 | 카시아 밀러               | 2018년 11월 1일  | 307       | 2.72                   |
| 네바다주에서 엘리너와 마이클은 엘리너의 어머니 도나를 찾아간다. 도나는 술에 취해 실수로 입찰한 경매에 돈을 내기 싫어 자신이 죽었다고 위장한 뒤 '다이애나 트러메인'이라는 이름으로 남자친구 데이브와 그의 딸 퍼트리샤와 함께 겉보기에 평범한 교외 생활을 꾸려간다. 엘리너는 과거 자신의 경험에 비추어 다이애나가 데이브를 속이고 있다는 것을 증명하려고 결심한다. 자신에게는 전혀 책임감 있는 어머니의 모습을 보여주지 않았던 도나가 퍼트리샤에게는 그렇게 하는 모습을 보고 엘리너는 질투심을 느끼고 행동한다. 도나가 몰래 숨겨둔 돈을 엘리너가 발견했을 때, 도나는 필요할 경우 도망갈 수 있게 그 돈을 보관해왔다고 인정한다. 하지만 엘리너는 고소해하는 대신 도나를 설득해 그녀가 새로운 삶을 누리고 그 돈으로 퍼트리샤를 제대로 키우라고 조언한다. 엘리너는 자신이 다른 사람들과 감정적으로 거리를 두고 있었음을 한탄하고, 마이클은 엘리너에게 그녀가 치디와 연인 관계였음을 알려준다. 부다페스트에서 타하니는 여동생 카밀라와 화해하려고 시도한다. 카밀라가 타하니의 사과를 거절하자, 타하니는 카밀라의 예술 전시회를 어지럽힌다. 하지만 타하니는 카밀라가 만든 작품의 영감이 자신들을 서로 경쟁하도록 강요했던 부모의 정서적 학대에서 비롯되었음을 깨닫는다. 타하니가 카밀라를 포옹하자 카밀라도 이에 화답하며, 어지럽혀진 상태 그대로 진행되는 전시회의 공동 창작자로 타하니를 인정한다.                                                                                            |           |                                                           |                 |                           |                  |           |                        |
| 34 | 8         | "The Worst Possible Use of Free Will" "자유의지라니까"    | 클레어 스캔런   | 코드 제퍼슨               | 2018년 11월 8일  | 308       | 2.77                   |
| 마이클은 엘리너에게 사후 세계에서 치디와 사랑에 빠졌던 기억들을 보여준다. 둘은 마이클에 대한 의심이 커져갈 무렵 미디엄 플레이스로 향해 그곳에서 밤을 보내고 서로에게 사랑을 고백했었지만, 둘이 마을로 돌아온 후 마이클은 그들의 기억을 리셋했다. 엘리너는 마이클이 마을 전체를 통제했기 때문에 치디와의 관계가 결정론적이었을 것이라고 생각하지만, 마이클은 그동안 자주 엘리너의 행동에 대한 자신의 예상이 빗나갔다고 말해준다. 그럼에도 엘리너는 자유 의지란 존재하지 않으며, 마이클의 행동 또한 조종되었을 수 있다고 주장한다. 그러자 마이클은 모든 것이 결정되어 있다면 노력은 무의미하다고 하면서 그렇지 않기를 바란다고 이야기한다. 마이클은 엘리너의 이러한 주장이 방어기제라고 이야기하고, 둘은 서로 사과하며 엘리너는 자신의 감정을 회피했음을 인정한다. 여섯 명의 주인공은 애리조나주에서 모이고, 엘리너는 자신들이 '세상에서 유일하게 자유로운 존재'로서 세상에 더 큰 영향을 끼쳐야 한다고 이야기한다. 마이클은 '인류를 위한 청사진'을 찾기 위해 캐나다에 가자고 제안하고, 숀과 비키는 불법 포털을 만들어 지구로 향한다. |           |                                                           |                 |                           |                  |           |                        |
| 35 | 9         | "Don't Let the Good Life Pass You By" "걱정 말아요, 그대" | 딘 홀랜드       | 앤드루 로                 | 2018년 11월 15일 | 309       | 2.69                   |
| 캐나다 앨버타주에서 마이클과 재닛은 1970년대에 환각버섯에 빠진 경험으로 사후 세계 점수 시스템을 간파하게 되어 그 시스템에 맞추어 살아온 더그 포세트을 만난다. 더그는 검소하고 자급자족하며 자선을 베풀지만, 점수에 집착한 나머지 다른 사람이나 생물을 기쁘게 하면서 자신을 위해서는 아무 것도 하지 않는 비참한 삶을 산다. 마이클은 더그에게 하고 싶은 대로 살라고 조언하지만, 더그는 굿 플레이스에 갈 수 있을 만큼의 충분한 점수를 쌓지 못할지도 모른다고 두려워하며 이를 거절한다. 한편 여섯 명을 배드 플레이스로 납치하려고 계획한 숀과 그가 이끄는 악마들은 술집에서 쉬고 있는 네 사람을 붙잡는다. 그곳에 마이클과 재닛이 돌아오고, 포털에 접촉하는 사이 힘을 회복한 재닛은 악마들과 싸워 그들을 사후 세계로 돌려보낸다. 엘리너는 치디에게 사실 둘은 연인 관계였으며, 자신이 다시 그를 사랑하게 된 것 같다고 고백한다. 숀은 네 사람은 결국 배드 플레이스로 가게 될 것이며 이는 더그도 마찬가지일 것이라고 이야기한다. 마이클은 사후 세계의 점수 시스템이 잘못되었다는 의심을 품고, 사후 세계 회계원들을 조사하려 한다. 더 많은 악마들이 그곳에 도착하자 재닛은 마이클과 네 사람을 텅 빈 우주로 보내고, 이로 인해 네 사람은 지구에서의 생을 이어갈 수 없게 된다. |           |                                                           |                 |                           |                  |           |                        |
| 36 | 10        | "Janet(s)" "4명의 재닛"                                   | 모건 새킷       | 조시 시겔 & 딜런 모건     | 2018년 12월 6일  | 310       | 2.58                   |
| 재닛의 텅 빈 우주에 도착한 네 사람은 자신들이 모두 재닛으로 변해 있는 모습을 발견하고, 이에 재닛은 네 사람의 옷차림을 각자 평소의 옷차림으로 바꿔 서로를 알아볼 수 있게 한다. 네 사람을 남겨두고 재닛과 마이클은 회계 사무실에 방문한다. 회계팀장 닐은 재닛과 마이클에게 지난 521년간 그 누구도 굿 플레이스에 발을 들일 수 없었으며, 더그 포세트 또한 점수 기준에 근접하지 못했다고 알려준다. 닐은 배드 플레이스에서 점수를 조작하고 있다고 생각하지 않고, 재닛은 마이클에게 직접 문제를 해결하라고 강조한다. 제이슨과 타하니는 재닛과 제이슨이 예전에 한 번 결혼했다는 사실을 알게 되고, 엘리너는 치디에게 과거 둘 사이의 연인 관계에 대해 이야기하고 싶어 한다. 하지만 치디는 자신이 예전에 엘리너를 사랑했던 치디가 아니라며 어떠한 연애 감정도 부인하고, 이에 엘리너의 자아가 무너지면서 재닛의 텅 빈 우주가 붕괴될 위험에 처한다. 그러다가 치디가 엘리너에게 키스를 하면서 엘리너의 자아는 회복되고, 텅 빈 우주는 안정을 되찾고 네 사람의 겉모습도 원래대로 돌아온다. 네 사람은 텅 빈 우주에서 방출되어 마이클과 재닛이 있는 회계 사무실에 나타난다. 마이클은 더그라는 이름을 가진 모든 사람들의 점수가 담겨 있는 책을 가지고 자신과 함께 재닛, 네 사람을 굿 플레이스에 있는 한 사무실로 이동시킨다. |           |                                                           |                 |                           |                  |           |                        |
| 37 | 11        | "The Book of Dougs" "더그 모음집"                         | 켄 휘팅엄       | 케이트 거스튼             | 2019년 1월 10일  | 311       | 2.72                   |
| 우편 배달원 그웬돌린은 굿 플레이스 '교신 센터'에 도착한 여섯 명을 발견하고, 마이클은 자신을 회계원으로 위장한다. 굿 플레이스에 있는 모두는 상냥하며, 의심이 없고, 규칙을 잘 따르려 한다. 굿 플레이스의 위원회는 마이클의 우려를 진지하게 받아들이면서도, 조사팀 구성원을 선정하는 데만 400년을 쓰려고 한다. 엘리너는 굿 플레이스로 들어갈 수 있는 문을 뚫으려고 하지만 실패하고, 치디는 그런 엘리너에게 첫 데이트를 신청한다. 엘리너는 복잡한 감정 때문에 울음을 터뜨리고, 치디를 벽장 안으로 끌어들여 관계를 가지려 한다. 타하니는 재닛과 제이슨의 과거 연인 관계와 관련해 둘의 기분을 낫게 만들려고 하지만, 의도치 않게 둘의 기분을 반복해서 상하게 만든다. 결국 세 사람은 서로에 대한 애정을 받아들인다. 마이클은 점수를 올리기 힘들어하는 타하니를 보면서 배드 플레이스가 점수 시스템을 조작하지 않으며, 그보다 현대 사회가 점점 복잡해지면서 사람의 모든 행동과 결정에 의도하지 않은 결과가 발생하면서 이로 인해 겉보기에 좋은 행동들도 결과적으로는 점수가 감소하는데 영향을 끼치고 있다는 사실을 깨닫는다. 마이클, 재닛, 네 사람은 다차원 팬케이크 홀(IHOP)에서 판사를 만나기 위해 자리를 뜬다. |           |                                                           |                 |                           |                  |           |                        |
| 38 | 12        | "Chidi Sees the Time-Knife" "치디와 타임나이프"           | 주드 웽         | 크리스토퍼 엔셀 & 조 맨디 | 2019년 1월 17일  | 312       | 2.52                   |
| IHOP에서 제이슨과 재닛은 다시 사귀기로 한다. 인간 삶의 복잡한 면을 강조한 제이슨의 이야기에 설득된 젠 판사는 직접 지구로 내려가 보기로 한다. 지구에서 시간을 보내고 돌아온 젠은 인간들이 도덕적 의사결정을 하기 쉽지 않으며, 인간들의 점수가 보여지는 것보다 더 나을 수 있다고 인정한다. 젠은 숀도 불러 배드 플레이스의 의견도 들어보는데, 숀은 인간들은 끔찍하다는 의견을 고집하지만 착해지려고 노력하는 인간들도 있다는 점이 주장의 설득력을 떨어트린다. 치디는 새로운 사람을 뽑아 실험을 반복해보자고 제안하고, 이 토론의 참여자들은 이에 동의한다. 숀은 마이클이 설계한 마을에서 거주할 적당히 '나쁜' 네 사람을 선택하고, 민디 세인트클레어는 미디엄 플레이스에 마을을 짓는 걸 허락한다. 한편, 미디엄 플레이스에 있는 데릭은 반복된 재부팅을 통해 매우 똑똑해졌고, 제이슨은 데릭이 재닛의 전 남자친구라는 사실에 당황한다. 재닛은 마을을 채울 주민들을 만들고, 치디와 엘리너도 마을에 합류한다. 숀은 마이클에게 만약 실험이 실패할 경우에 엘리너, 치디, 제이슨, 타하니를 고문하는 악마가 마이클의 모습으로 변장할 것이라고 이야기한다. 사무실에 엘리너와 단둘이 있던 마이클은 마을에 새롭게 합류할 첫 번째 사람인 존이 대기실에서 깨어나는 순간 긴장해 쓰러지고 만다. |           |                                                           |                 |                           |                  |           |                        |
| 39 | 13        | "Pandemonium" "팬더모니엄"                                | 마이클 슈어     | 메건 앰램 & 젠 스태츠키   | 2019년 1월 24일  | 313       | 2.39                   |
| 쓰러진 마이클을 깨우는데 실패한 엘리너는 자신이 설계자인 척하며 존을 맞이한다. 타하니는 존이 자신을 괴롭혔던 가십 칼럼니스트라는 사실을 알고는 숀이 기존의 네 사람에게 있어 최악인 새로운 네 사람을 선택했음을 깨닫는다. 마을에 합류한 두 번째 사람은 치디의 전 여자친구였던 시몬으로, 젠은 숀의 선택이 규정에 어긋나지 않지만 마이클이 시몬의 기억을 넷이 만나게 된 시점까지 지워도 된다고 허락한다. 엘리너는 시몬을 맞이하고, 치디는 자신이 실험을 망칠 수 있다며 마이클에게 시몬과 마찬가지로 같은 기간의 기억을 지워달라고 부탁한다. 이는 치디가 엘리너와의 기억도 사라지게 된다는 뜻이었다. 기억을 지우기 전에 마이클은 치디와 엘리너에게 둘이 함께 했던 여러 장면을 보여주고, 치디는 엘리너가 자신을 보호해줄 것이며 결국에는 둘이 영원히 함께할 것이라고 믿는다. 엘리너는 재닛에게 사라질 사랑을 하는 게 무슨 의미냐고 묻고, 재닛은 이해할 수 없는 세상의 '대혼란' 속에서 사람 사이의 사랑은 특별하다고 이야기하며 자신은 재닛을 지지하겠다고 약속한다. 엘리너는 기억이 지워진 치디를 마을 주민으로 받아들인다. |           |                                                           |                 |                           |                  |           |                        |

## 반응

### 평가
《굿 플레이스》의 세 번째 시즌은 평단의 극찬을 받았다. 로튼 토마토에서는 47개의 리뷰를 기반으로 신선도 지수 98%, 평균 점수 10점 만점에 8.35점을 기록하고 있다. 로튼 토마토에서 비평가의 의견을 정리하자면 "여전히 매력적이고 흥미진진한 굿 플레이스는 수많은 텔레비전 프로그램 중에서도 빛나는 통찰력을 보여주는 작품으로 남아있다."이다. 메타크리틱에서는 5명의 비평가의 리뷰를 기반으로 100점 만점에 96점을 받아 '전반적인 호평'을 이끌어냈다.

### 수상 및 후보
《굿 플레이스》는 제71회 프라임타임 에미상에서 코미디 시리즈 작품상 후보를 비롯해 테드 댄슨이 코미디 시리즈 남우주연상 후보로, 마야 루돌프가 코미디 시리즈 여우게스트상 후보, 조시 시겔과 딜런 모건이 "Janet(s)" 에피소드를 통해 코미디 시리즈 각본상 후보에 오르며 네 부문 후보에 올랐다. "Janet(s)" 에피소드는 휴고상 최우수 드라마틱 프레젠테이션 부문을 수상했으며, "Jeremy Bearimy" 에피소드도 같은 부문에 후보로 올랐다. 여러 평론가들은 "Janet(s)" 에피소드에서 주인공 대부분을 연기한 다시 카든이 에미상 후보에 오르지 못한 것에 대해 유감을 나타냈다.